# Iniciativa Medicamentos para Enfermedades Olvidadas

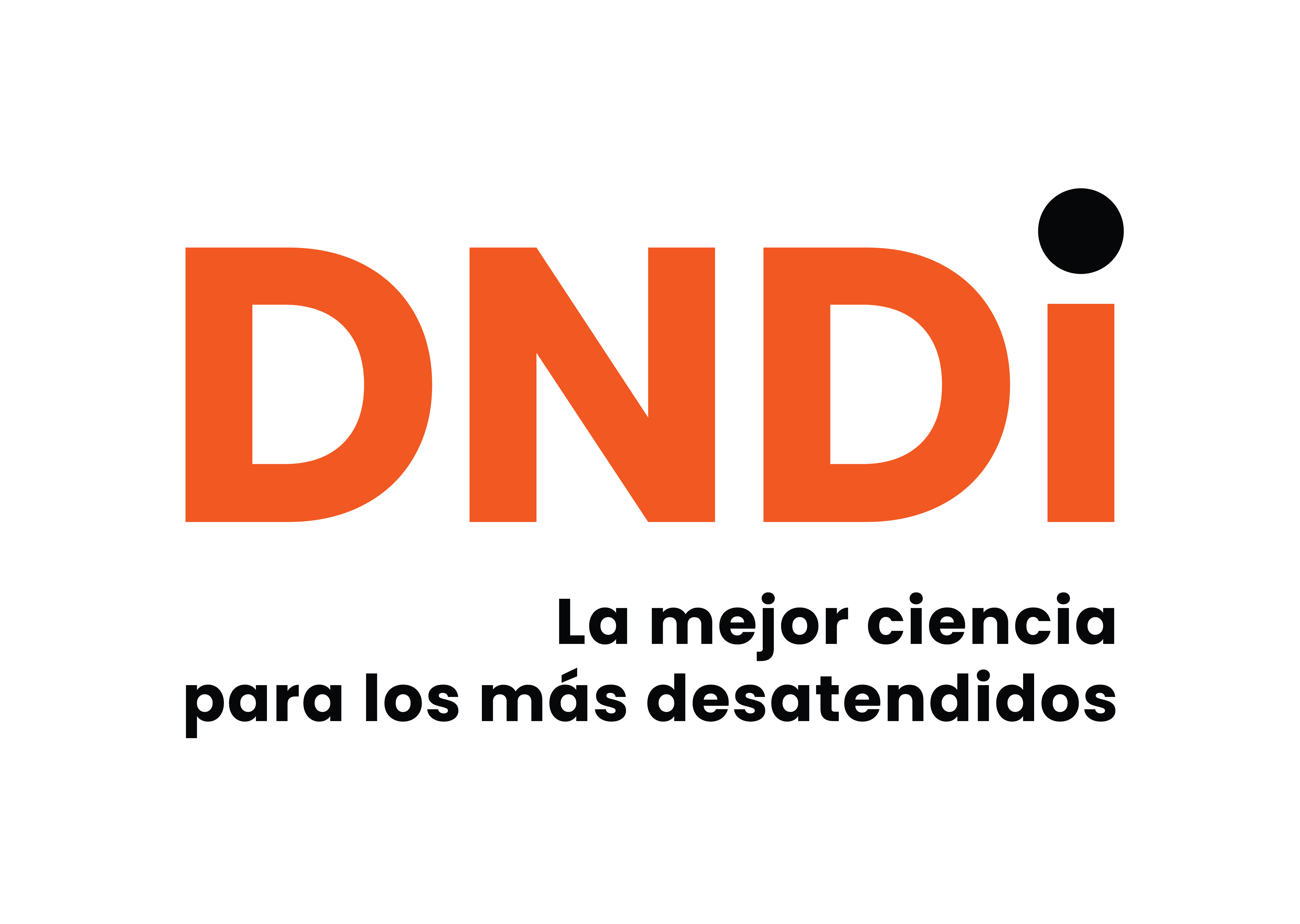

La Iniciativa Medicamentos para Enfermedades Olvidadas (DNDi - Drugs for Neglected Diseases Initiative -por sus siglas en inglés) es una organización sin ánimo de lucro que, orientada por las necesidades de los pacientes, se dedica a la investigación y desarrollo (I+D) de medicamentos para enfermedades olvidadas (enfermedades de los pobres) como la leishmaniasis, la enfermedad de Chagas la enfermedad del sueño (tripanosomiasis africana humana o TAH), la malaria, el SIDA infantil y ciertas infecciones causadas por helmintos. 
Con el objetivo de dar respuesta a las necesidades de los pacientes, DNDi trabaja en proyectos de I+D para estas dolencias en estrecha colaboración con sus socios (comunidad científica internacional, sector público, industria farmacéutica y otros socios relevantes). La misión principal de la iniciativa es proporcionar de 11 a 13 nuevos tratamientos para estas enfermedades para el año 2018 y establecer una cartera de I+D constante. De este modo, DNDi también actúa fortaleciendo la capacidad de investigación existente en países endémicos y desarrollando actividades que promuevan la necesidad de desarrollar nuevos tratamientos para las enfermedades más olvidadas. Desde su fundación en 2003, DNDi ha construido la mayor cartera existente de I+D para las enfermedades causadas por kinetoplastidos (la enfermedad del sueño, la leishmaniasis y el mal de Chagas) y ha desarrollado seis nuevos tratamientos: dos para la malaria, uno para la enfermedad del sueño, dos para la leishmaniasis visceral y uno para el mal de Chagas.
Liderada por su Director Ejecutivo el médico chileno Luis Pizarro, la sede de DNDi se encuentra en Ginebra, Suiza. La iniciativa cuenta también con oficinas regionales en Brasil, Kenia, India, Malasia, Japón, República Democrática del Congo y con una filial en EUA. 
DNDi ha sido galardonada con el Premio Fundación BBVA Fronteras del Conocimiento 2012 en la categoría de Cooperación al Desarrollo por desarrollar y distribuir junto a sus colaboradores tratamientos nuevos y accesibles para enfermedades ligadas a la pobreza, incluidas el Chagas, la enfermedad del sueño, la malaria o la leishmaniasis, que afectan a las poblaciones más vulnerables del mundo. En 2023, recibió el Premio Princesa de Asturias de Cooperación Internacional.

## DNDi en América Latina
La oficina regional de DNDi en América Latina, operativa desde 2004, se encuentra en Río de Janeiro y se compone de una plantilla fija local y varios consultores. Con el objetivo de apoyar, planificar y gestionar las actividades regionales de desarrollo de medicamentos para la enfermedad de Chagas, la leishmaniasis visceral y la malaria, la oficina de [DNDi América Latina] : 
- Investiga sobre las condiciones de vida y las necesidades de los pacientes ;

- Fomenta la creación de alianzas para la I+D ;

- Gestiona la implementación de proyectos ;

- Promueve la formación y capacitación de recursos humanos garantizando que el resultado de la I+D sean herramientas de salud adecuadas y adaptadas para su uso en el terreno dentro de un contexto latinoamericano ;

- Participa en numerosos congresos científicos ;

- Contribuye en publicaciones en el campo de las enfermedades olvidadas ;

- Lleva a cabo la producción de películas y documentales, así como actividades de comunicación para dar a conocer las enfermedades olvidadas;

- Aboga sobre la necesidad de un mayor liderazgo político y sobre la necesidad de estimular la I+D para garantizar que los pacientes tengan acceso a las medicinas esenciales.

## Origen de DNDi
A pesar de los grandes avances en el desarrollo de medicamentos en las últimas décadas, los medicamentos esenciales para el tratamiento de muchas enfermedades que afectan a los más pobres del mundo son demasiado caros, altamente tóxicos, ineficaces o han dejado de existir. La organización médico-humanitaria Médicos sin Fronteras (MSF) conocía muy bien todos estos problemas debido a su vasta experiencia tratando a pacientes en zonas muy pobres y remotas. Por este motivo, cuando, en 1999 se le concedió el Premio Nobel de la Paz decidió destinar los fondos recibidos por este reconocimiento a la creación de un modelo alternativo de investigación y desarrollo (I+D) de medicamentos para enfermedades olvidadas.
Como resultado de este trabajo, en 2003, siete organizaciones de todo el mundo unían sus fuerzas para crear DNDi: 
- Cinco instituciones del sector público: la Fundación Oswaldo Cruz] de Brasil, el [Consejo Indio de Investigación Médica], el [Instituto de Investigación Médica de Kenia], el Ministerio de Salud de Malasia, el Instituto Pasteur en Francia
- Una organización humanitaria: Médicos Sin Fronteras (MSF)
- Y una organización de investigación internacional: el [Programa Especial para la Investigación y la Capacitación en Enfermedades Tropicales] (TDR) de la Organización Mundial de la Salud, la cual que actúa como observador permanente de la iniciativa.

## Proyectos en curso
Trabajando en asociación con la industria privada, instituciones públicas, universidades y organizaciones no gubernamentales, DNDi ha logrado construir la mayor cartera de la historia para la I+D de enfermedades olvidadas causadas por kinetoplastidos. DNDi cuenta a día de hoy con seis proyectos en fase de implementación, siete en fase de ensayos clínicos y nueve en fase de estudios preclínicos. 

## Medicamentos desarrollados
A día de hoy, DNDi ha puesto a disponibilidad de los pacientes olvidados 6 nuevos tratamientos : 

### ASAQ para la malaria, en 2007
Este antimalárico lanzado en 2007 es una combinación de dosis fijas de artesunato y amodiaquina. Es el resultado de una innovadora asociación entre DNDi y Sanofi. ASAQ se produce en Marruecos a un precio asequible (disponible por solo $ 0.50 para los niños y $ 1.00 para adultos), es fácil de usar (1 o 2 comprimidos al día durante 3 días) y cumple con los lineamientos de la Organización Mundial de la Salud para el tratamiento de la malaria (recomendación de tratamiento de la malaria con terapias combinadas a base de artesunato (ACTs, en sus siglas en inglés). A finales de 2011, ASAQ fue registrado en 30 países del África subsahariana, India y Colombia y ya se han distribuido más de 120 millones de tratamientos.

### ASMQ para la malaria, en 2008
El segundo tratamiento contra la malaria desarrollado por DNDi es una combinación de dosis fijas de artesunato + mefloquina, lanzado en 2008. Desarrollado por una colaboración innovadora entre DNDi, Brasil y el sudeste asiático en el marco del Consorcio del Proyecto FACT, este producto es una combinación de 2-en-uno, asegurándose de que ambos medicamentos se toman juntos en las proporciones correctas. Es un tratamiento sencillo y adaptado con una vida útil de tres años y una tasa de adhesión muy alta. ASMQ es producido en Brasil por Farmanguinhos / Fiocruz y fue registrado en 2008. Gracias a una transferencia de tecnología Sur-Sur, ahora también está fabricado por Cipla Ltd. y registrado en la India (2011).

### NECT para la enfermedad del sueño, en 2009
NECT, una combinación terapéutica de nifurtimox y eflornitina es la primera nueva opción de tratamiento desarrollada en 25 años para la fase 2 (etapa avanzada) de la tripanosomiasis africana humana (TAH), también conocida como enfermedad del sueño. Este fármaco es el resultado de seis años de colaboración entre ONGs, gobiernos, compañías farmacéuticas y la OMS. NECT fue lanzada e incluida en la lista de medicamentos esenciales de la OMS en 2009. Es un tratamiento más barato y requiere de menos internaciones hospitalarias que el tratamiento anterior. Es mucho más seguro que el melarsoprol utilizado anteriormente – fármaco a base de arsénico que mata al 5% de los pacientes. En 2011, NECT ya estaba disponible en 12 países africanos que representan el 99% de los casos reportados de la enfermedad del sueño.

### SSG y PM para la leishmaniasis visceral, en 2010
La combinación terapéutica de SSG y PM (estibogluconato de sodio + paramomicina) es una opción de tratamiento más corto y asequible, contra la leishmaniasis visceral en el este de África, disponible desde 2010. Es el resultado de 6 años de colaboración entre DNDi, la Plataforma para la Leishmaniasis en el África Oriental (LEAP, por sus siglas en inglés), el Programa Nacional de Control de Kenia, Sudán, Etiopía y Uganda, Médicos Sin Fronteras (MSF) y la Organización Mundial de la Salud (OMS).

### Tratamientos para la leishmaniasis visceral en Asia, en 2010
En 2010 se realizó en India un estudio para determinar las tres posibles combinaciones de dos fármacos de los siguientes fármacos : AmBisome, miltefosina y paromomicina. Los tres medicamentos combinados demostraron ser muy eficaces (> 97,5% de tasa de curación). Un Comité de Expertos de la OMS recomendó que estos tratamientos se utilizaran preferentemente en combinación con los tratamientos en monoterapia para la LV establecidos en el Sur de Asia. DNDi está trabajando con el TDR y la OMS para facilitar la introducción de las tres combinaciones y apoyar las estrategias de eliminación de la LV.

### Benznidazol pediátrico para los niños con mal de Chagas, en 2011
Es el único tratamiento en dosis pediátrica disponible para la enfermedad de Chagas. Fue lanzado en 2011 a través de una colaboración entre DNDi y Lafepe (Laboratorio Farmacéutico del Estado de Pernambuco) en Brasil. Está diseñado para los bebés y niños menores de 2 años de edad (20 kg de peso corporal) infectados congénitamente. ASMQ está adaptado a la edad, es fácil de usar, asequible, no patentado y contribuye a la exactitud de la dosis, la seguridad y la adherencia. El benznidazol en niños ha sido registrado por la Agencia Nacional de Vigilancia Sanitaria de Brasil (ANVISA) y debe ser registrado en los países endémicos.

## Plataformas de DNDi para la investigación clínica
DNDi trabaja en estrecha colaboración con socios en países endémicos con el objetivo de fortalecer la capacidad de la investigación clínica existente y proporcionar más capacidad cuando sea necesario. DNDi ha ayudado a crear y trabajar con tres plataformas regionales para enfermedades específicas en África y América Latina:
- Plataforma para la investigación clínica en mal de Chagas
- Plataforma para la Leishmaniasis en el África Oriental (LEAP, por sus siglas en inglés)
- Plataforma para la tripanosomiasis africana humana (TAH), por la enfermedad del sueño en África

La misión de estas plataformas, que reúne a los mejores expertos regionales en el ámbito de la salud, es definir las necesidades de los pacientes, teniendo en cuenta las condiciones locales, cumplir con los requisitos de infraestructura y promover la capacitación . Estas plataformas contribuyen a aumentar las posibilidades de registro y el acceso sostenible a los nuevos tratamientos.

## Premios y reconocimientos
DNDi ha sido galardonada con el Premio Fundación BBVA Fronteras del Conocimiento en la categoría de Cooperación al Desarrollo 2012 por desarrollar y distribuir junto a sus colaboradores tratamientos nuevos y accesibles para enfermedades ligadas a la pobreza, incluidas el Chagas, la enfermedad del sueño, la malaria o la leishmaniasis, que afectan a las poblaciones más vulnerables del mundo.
En 2023 es galardonada con el Premio Princesa de Asturias de Cooperación Internacional

## Amigos de DNDi
Personajes de renombre apoyan a DNDi, como el exministro de Salud de Brasil, José Gomes Temporão, Stephen Lewis, Rowan Gillies, Ricardo Preve y Abdallah Daar.

## Enlaces de externos
- www.dndi.org
- Bernard Pécoul (enlace roto disponible en Internet Archive; véase el historial, la primera versión y la última).

- Datos: Q2717504